# Liechtenstein en los Juegos Olímpicos de Sídney 2000
Liechtenstein estuvo representado en los Juegos Olímpicos de Sídney 2000 por dos deportistas, un hombre y una mujer, que compitieron en dos deportes.
El portador de la bandera en la ceremonia de apertura fue el tirador Oliver Geissmann. El equipo olímpico liechtensteiniano no obtuvo ninguna medalla en estos Juegos.